# Toverspreuk

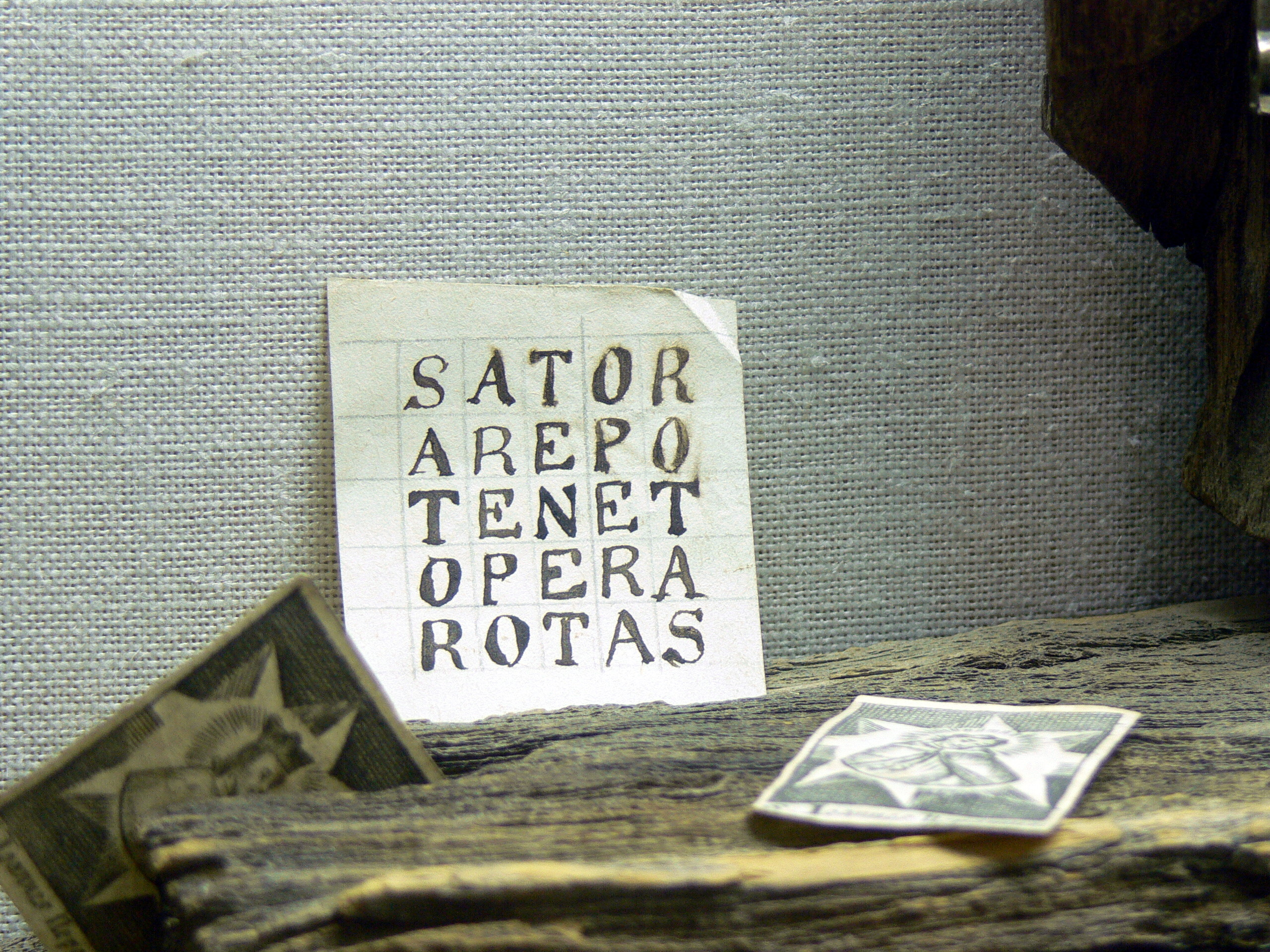
Toverspreuk in een museum in het Volkskundemuseum Dietenheim

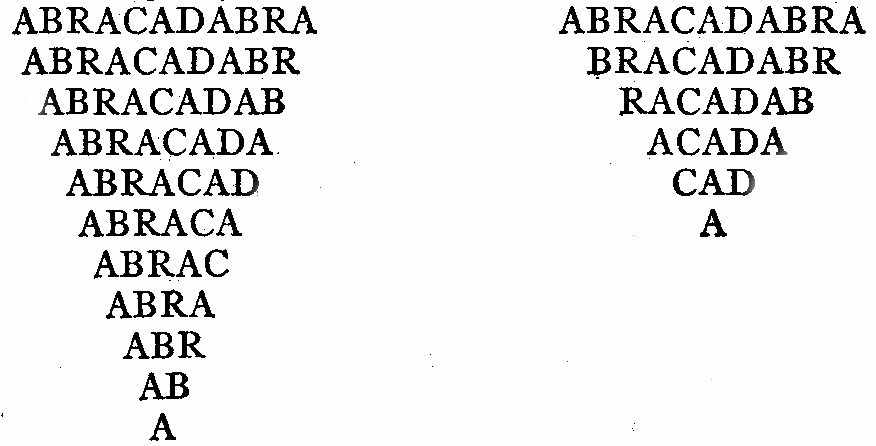
Abracadabra, een toverformule

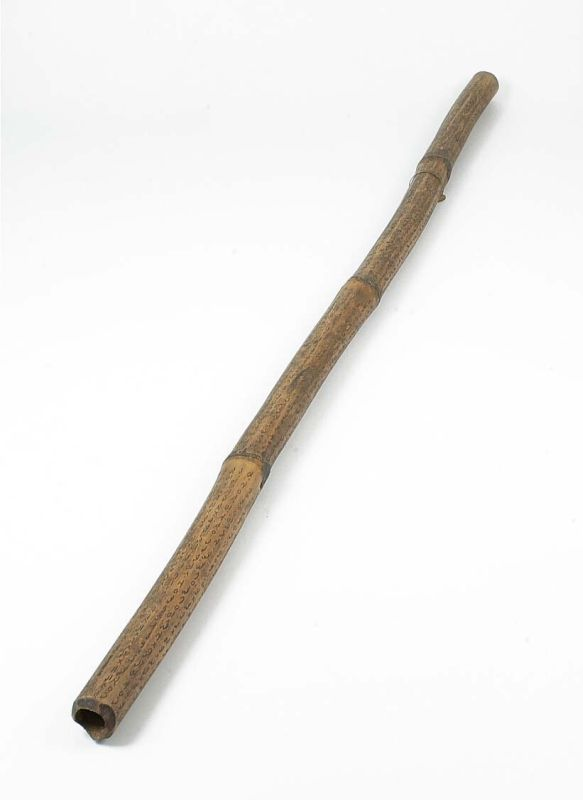
Bamboekoker met toverformules (Pagar-formules, tot afweer van kwaad), Wereldmuseum Amsterdam

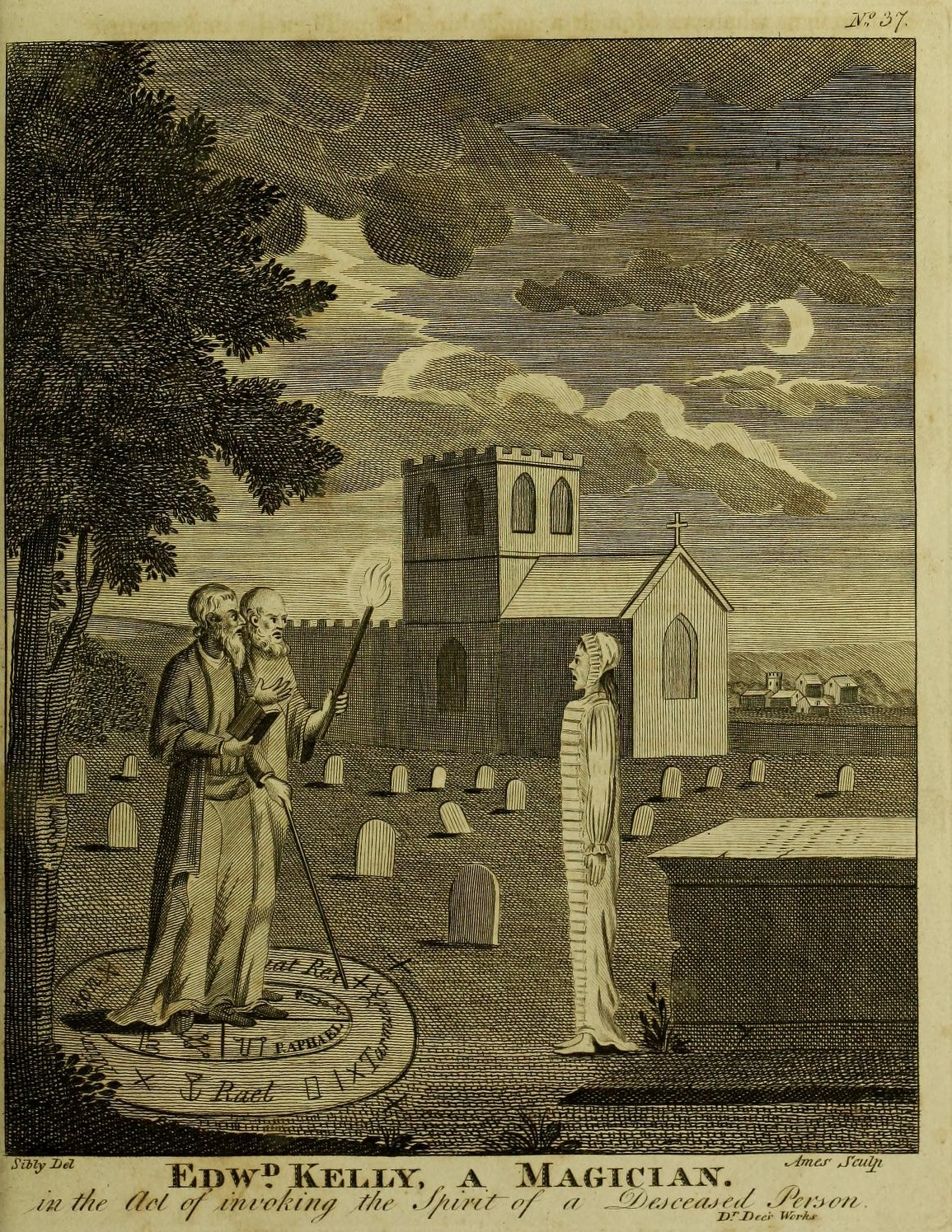
John Dee en Edward Kelly roepen een geest op (een invocatiespreuk)

Om mani padme hum, een bekende mantra

Een toverspreuk of incantatie is een zin (spreuk) waarmee, als deze wordt uitgesproken, men op bovennatuurlijke wijze iets kan bewerkstelligen. Een toverspreuk is een vorm van magie.

## Achtergronden
In de Indiculus superstitionum et paganiarum uit de achtste eeuw werden toverspreuken afgekeurd.
In middeleeuwse grimoires, toverboeken, werden vele toverspreuken gepubliceerd.
Hoewel de meeste mensen in de rationalistische westerse wereld tegenwoordig van mening zijn dat toverkracht en toverspreuken niet kunnen werken (en dus niet bestaan), was men daar in het verleden niet zo zeker van. Dat ze niet altijd deden wat ze zouden moeten doen, zou daaraan liggen dat de omstandigheden niet juist waren. Door rituelen waren deze omstandigheden wel te maken, bijvoorbeeld door eerst een toverdrank te brouwen (zoals door de heksen in Macbeth wordt gedaan).
Een toverstaf kan gebruikt worden om de energie van de toverspreuk om te zetten naar de echte wereld. Ook magische gebaren en gereedschappen (zoals kaarsen, vuur, altaren, kruiden of bellen) kunnen gebruikt worden voor een toverspreuk.

## Soorten spreuken
Volgens vele verhalen zijn er verschillende soorten spreuken.
- Evocatiespreuk; liefdesspreuken, het stoppen van de tijd, iemand vervloeken, bescherming
- Invocatiespreuk; het oproepen van wezens uit een andere dimensie (zie ook necromantie), jezelf in illusie hullen
- Manipulatiespreuk; het manipuleren van fysieke eigenschappen zoals snelheid, plaats, gewicht, uiterlijk, leeftijd
- Profetieën; spreuken die antwoord moeten brengen (voorspellingen of voorgeschiedenis)
- Transformatiespreuk; het veranderen van lood in goud of de vijand in een pad veranderen (zie ook metamorfose)

De veel gebezigde spreuken (door goochelaars of in sprookjes) zijn:
- abracadabra
- hocus pocus
- sesam, open u
- simsalabim

## Trivia
- De spreuk abracadabra op een papiertje geschreven en daaronder het woord zonder de eerste of laatste letter, net zo lang doorgaand tot er nog een letter overbleef, zou een goede afweer tegen het boze zijn.
- De Merseburger toverspreuken zijn de enige bewaardgebleven voorbeelden van Continentaal-Germaanse polytheïstische geloofsbeleving in het Oudhoogduits.
- Grogaldern betekent de toverformule van Groa, Gróa is een Völva.